# Alemán, Cordero, Galindo & Lee

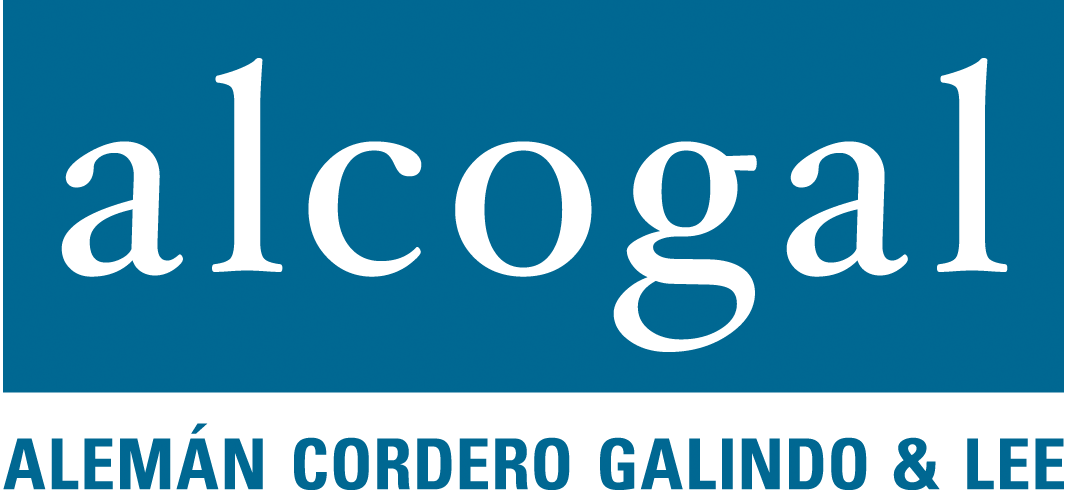
Logo de Alcogal.

Alemán, Cordero, Galindo & Lee (communément connu sous son abréviation Alcogal ) est le nom d'un cabinet d'avocats fondé en 1985 par Jaime Alemán Healy (associé directeur et fondateur). Ce dernier a lancé son activité avec trois autres avocats (Carlos Cordero, Aníbal Galindo et Jorge Federico Lee). 
Cette société est basée au Panama et représente notamment des multinationales y opérant.
Ce cabinet a néanmoins aussi des bureaux dans plusieurs autres pays dont dans des paradis fiscaux tels que les Bahamas, le Belize, les îles Vierges britanniques, Chypre, Hong Kong, Singapour, les Seychelles et la Suisse).

D'autres bureaux sont basés en Nouvelle-Zélande, aux Émirats arabes unis et en Uruguay.

## Histoire de l'entreprise
Fondé en 1985, ce cabinet est affilié au réseau international Meritas.
En 2007, puis en 2013, il a été élu « cabinet d'avocats centraméricain de l'année » par Chambers Global.
En 2013, selon le Consortium international des journalistes d'investigation (ICIJ), et d'après le procès-verbal d'une réunion de familiarisation avec les régulateurs des îles Vierges britanniques (paradis fiscal), Alemán, PDG d'Alcogal a expliqué : « Il est impossible d'avoir des fichiers parfaits ; nous avons plus de 10 000 entreprises actives. Il est extrêmement difficile de garder une trace ».
Une enquête de l'ICIJ, qui a conduit au scandale des Pandora Papers, a mobilisé plus de 600 journalistes dans 117 pays. Elle a révélé en 2021 qu'environ deux des 11,9 millions de documents des Pandora Papers émanent d'Alcogal ou impliquent Alcogal, société qui a donc selon l'ICIJ, joué un rôle de premier plan en termes d'évasion fiscale.

## Clientèle
Les clients internationaux du cabinet d'avocats sont par exemple Citibank, la société pharmaceutique américaine Pfizer et la Bank of Nova Scotia, ou encore le Crédit suisse. Alcogal a aussi travaillé pour un diverses banques d'Amérique centrale et du Sud, dont Banco General, Banistmo, Bancolombia, Banesco, St. George's Bank & Co., Caja de Ahorros, Banco Aliado, Credicorp Bank et Banco Latinoamericano de Comercio Exterior (BLADEX).
Alcogal a autrefois travaillé avec des entreprises, entités et individus impliqués dans de vastes réseaux de corruption, dont l'opération mondiale de corruption du géant brésilien de la construction Odebrecht SA (maintenant connu sous le nom de Novonor). Deux sociétés créées par Alcogal ont servi à Odebrecht pour canaliser 30 millions de dollars de pots-de-vin destinés à obtenir illégalement des contrats de travaux publics au Panama, et d'après les plaignants, une partie de l'argent est allée aux enfants de l'ancien président panaméen Ricardo Martinelli. Les fils ont été inculpés en 2020, et en 2021, les procureurs chargés de l'affaire ont recommandé que Martinelli (personnellement lié à certains des fondateurs d'Alcogal), soit à son tour inculpé. Alcogal affirme avoir pleinement collaboré avec les autorités et avoir démissionné des entreprises citées dans l'enquête Odebrecht.

### Contexte géopolitique et de la financeoffshore
Parmi les pays abritant des prestataires de création et/ou gestion de sociétés extraterritoriales opaques — dites offshore (incluant des sociétés écrans permettant l'évasion fiscale de milliards de dollars et/ou le blanchiment d'argent) — le Panama avait déjà attiré l'attention avec le rôle de la firme Mossack Fonseca exposée au grand jour par les Panama Papers,.
En 2015, quand les autorités américaines ont accusé les dirigeants de la banque andorrane Banca Privada de Andorra (BPA) d'accepter des commissions exorbitantes pour aider les clients à blanchir 4,2 milliards de dollars, Alcogal s'est retiré. Parmi les clients de la banque privée figuraient d'anciens hauts responsables de la compagnie pétrolière d'État vénézuélienne Petróleos de Venezuela. Certains des Vénézuéliens impliqués dans le scandale étaient eux-mêmes clients d'Alcogal qui leur avait créé des sociétés offshore. Alcogal a rapidement démissionné de son poste de représentant légal de ces sociétés. Alcogal a aussi travaillé pour des clients référés par BPA dont pour deux alliés (Javier Alvarado Ochoa et Nervis Villalobos) de l'ancien président vénézuélien Hugo Chávez.

### Pandora Papers
Après Mossack Fonseca et les Panama Papers surgissent les Pandora Papers qui mettent en évidence une autre société opaque d'avocats et de conseil : Alcogal ; cette société est la plus importante des 14 sources de fuites ayant alimenté le scandale des Pandora Papers,.
En 2021, Alcogal affirme travailler « en pleine conformité avec toutes les exigences applicables dans chaque juridiction dans laquelle nous travaillons », mais il est apparu que le bureau panaméen a fondé environ 200 sociétés boîtes aux lettres (au Panama et dans d'autres pays) pour la Banca Privada d'Andorra, une banque privée peu connue en Andorre, et que plusieurs de ces sociétés écrans ont ensuite été utilisées pour transférer des fonds liés à la corruption politique au Venezuela. Des présidents ou d'anciens présidents ont profité des services offshore d'Alcogal. Or, « ce sont des personnes qui peuvent changer la règlementation ; ce sont des gens qui profitent de ce système offshore, il faut donc se demander comment cela peut affecter les citoyens sur les questions de fiscalité et de transparence » explique Emilia Díaz-Struck (coordinatrice de l'ICIJ pour l'Amérique latine) à BBC Mundo.
Les Pandora Papers montrent qu'Alcogal a permis (de 1990 à 2020 environ), en tant qu'intermédiaire et prestataire de services offshore, à environ 160 personnalités politiques et titulaires de charges publiques d'établir des comptes offshore opaques, contribuant ainsi aux réseaux d'évasion fiscale et de blanchiment d'argent.
Alcogal gérait la société écran du responsable du football brésilien José María Marín, impliqué dans le scandale de corruption du football international Fifagate. José María Marín a ensuite été condamné à une peine de prison pour corruption.
Cacher son argent ou des biens dans un paradis fiscal n'est pas interdit, tant qu'ils sont déclarés aux services fiscaux et/ou aux enquêteurs criminels rappelle Maira Martini (de Transparency International), ajoutant que certains clients d'Alcogal sont impliqués dans plusieurs des principaux scandales de corruption d'Amérique latine et ce bureau d'avocat « ne pose pas de questions à ses clients et ferme les yeux sur les activités qu'ils exercent (…) Bien que les Pandora Papers ne prouvent pas qu'Alcogal était directement impliqué dans des activités illégales, cela lève un drapeau rouge pour qu'ils fassent l'objet d'une enquête par la justice ».
Selon l'ICIJ, Alcogal a aussi créé deux sociétés pour Juan Carlos Varela (ancien président du Panama, soupçonné par la presse d'avoir financé son élection avec des fonds provenant du blanchiment d'argent, ainsi que pour son frère, son père et d'autres proches). Nasry Juan « Tito » Asfura, candidat à la présidence du Honduras en 2021, a aussi (en 2006) fait enregistrer par Alcogal au Panama une société dénommée Karlane Overseas SA, dont les 10 000 actions moins une ont été transférées en 2007 à Asfura note l'ICIJ.  Le roi de Jordanie Abdallah, le premier ministre tchèque Andrej Babis ou encore le président du Kenya Uhuru Kenyatta ont également eu recours aux services de l'entreprise pour des faits d'évasion fiscale.